# Karwendel
Karwendel er en bjergkæde i de tyrolske og til dels bayerske del af Alperne i Østrig og Tyskland. Den er en del af de Nordlige kalkalper og ligger nord for Innsbruck og er næsten i sin helhed fredet som naturreservat.

## Afgrænsning
Karwendel afgrænses
- i syd af Inndalen (mellem Zirl og Jenbach; mod Stubai- og Tux-Alperne),
- i vest af Seefeld-plateauet med floden Drahnbach og (fra Scharnitz) floden Isar (mod Wetterstein),
- i nord af Isar (mod de Bayerske Alper),
- i øst af Achensee og Achental (mod Rofan og Brandenberg-Alperne).

## Toppe
De højeste bjergtoppe i Karwendel er
- Birkkarspitze (2.749 moh.)
- Mittlere Ödkarspitze (2.745 moh.)
- Kaltwasserkarspitze (2.733 moh.)
- Großer Bettelwurf (2.725 moh.)
- Großer Lafatscher (2.696 moh.)
- Große Seekarspitze (2.679 moh.)
- Südliche Sonnenspitze (2.665 moh.)
- Grubenkarspitze (2.661 moh.)
- Westliche Praxmarerkarspitze (2.641 moh.)
- Kleiner Lafatscher (2.635 moh.)

## Dale og anden inddeling
Karwendel består af flere bjergkæder i vest–østlig retning som ikke kan krydses uden klatring. Fra flere sider, især vest og nord, er der naturskønne dale ind mellem disse bjergkæder .
Nordkette er den mest kendte af kæderne, siden den danner Innsbrucks spektakulære bagtæppe. Dens højeste top er Kleiner Solstein (2.633 moh.). Andre kendte bjerge er Hohe Warte (2.596 moh.), Frau Hitt (2.269 moh.) og Hafelekarspitze (2.334 moh.). Til sistnævnte kommer man fra Innsbruck med svævebane. Gennem Gleirschtal i vest og Halltal i øst er Nordkette adskilt fra «Gleirsch-Halltal-kæden» (2.725 moh. i Großer Bettelwurf) i nord. Halltal munder ud i Inndalen ved Hall. Vest for Gleirschtal ligger desuden «Seefeld-gruppen» (2.404 moh. i Erlspitze).
Floden Isar har sin kilde i Hinterautal, som ligger nord for Gleirschtal og forlader Karwendel ved Scharnitz. Via passet Überschall-Sattel er Hinterautal forbundet med dalen Vomper Loch, som munder ud ved Vomp i Unterinntal. Nord for disse to dale ligger Karwendels hovedkam (2.749 moh. i Birkkarspitze).
Karwendeltal er en nordlig sidedal til Hinterautal og har givet navn til hele bjergkæden. Dalen skiller hovedkammen fra den «nordlige Karwendel-kæde» (2.537 moh. i Östliche Karwendelspitze).
De resterende større dale forlader Karwendel mod nord. Rißtal med sidedale opdeler fortsættelsen af den nordlige Karwendel-kæde i flere blokke: Falkengruppen (2.428 moh. i Laliderer Falk), Gamsjochgruppen (2.452 moh. i Gamsjoch), Sonnjochkamm (2.458 moh. i Sonnjoch). Bjergene rundt om Bächental længst mod nord når højest i Montscheinspitze (2.106 moh.). Falzthurntal er den lille dal helt mod øst i Karwendel, som munder ud i Pertisau ved Achensee.
Den eneste delkæde som befinder sig helt på bayersk territorium, er Soierngruppa (2.257 moh. i Soiernspitze).

## Geologi
Som i resten af de nordlige Kalkalper er kalksten den dominerende bjergart. I Karwendelfjeldenes tilfælde går disse tilbage til en atol som eksisterede for 180 millioner år siden. Atollens ringrev, som bestod af stenkoraller og kalksvampe, er bevaret i form af fast, hvid kalksten i de ydterste kæder (den nordlige Karwendel-kæde og Nordkette). Omgivet af revene lå en grund, kun 5–20 meter dyb lagune, hvor der hovedsagelig levede kalkalger. Disse er bevaret som mere gulagtige og sprødere kalkstene i de mellemliggende kæder af Karwendel.

## Natur, kultur og historie
Vegetationen er præget af den kalkholdige grund, som resulterer i basiske jordtyper. Spesielt for Karwendel er de usædvanlige skovtyper. I flere af Rißdalens sidedale vokser gamle ahornskove . Disse dalene er kendt som Kleiner og Großer Ahornboden og er et spektakulært syn om efteråret, når hele skoven lyser i alle chatteringer af rød-orange. Ellers dominerer skove af gran, ædelgran, lærk og bøg. I–nogle dale forekommer også sammenhængende skove af Cembra-Fyr, specielt på nordvendte skråninger af Hinterautal og Vomper Loch, hvor sandsten og skiferler sørger for lidt surere jordbund. Over skovgrænsen finder man en rig flora af fjeldblomster.
Af hvirveldyr kan man nævne gemser, rådyr, hjort, kongeørn, tjur m.m. Midt i 1980-erne blev stenbuk (gen)udsat i Karwendel, og har klaret at etablere en bærekraftig bestand.
Karwendel har på sine næsten 900 km² kun en eneste permanent bosættelse: Hinterriß, som ligger på 928 moh. i Rißtal og har 41 indbyggere. Stedet hører (som næsten hele Karwendel) til kommunen Vomp i Unterinntal, men dets eneste vejforbindelse er til Bayern. Selv om området har få permanente indbyggere, er den i lang tid blevet brugt som græsningsområde. Fra alle sider har fjeldbønderne drevet deres dyr på græsning i Karwendels dale, hvilket de talrige sætere vidner om.

## Etymologi
Navnet Karwendel blev først brugt om Karwendeldalen længst mod vest i bjergkæden. Det går sandsynligvis tilbage på et personnavn. En vis Gerwentel ser ud til at have ejet store dele af dalen, måske så langt tilbage som i 1200-tallet.